# Кондаков (фамилия)
Кондако́в — русская фамилия, по поводу происхождения которой в разных источниках существуют разные мнения.
Вероятно, что она происходит от отчества, которое выводится из личного имени Кондак. При этом известно, что и имя, и фамилия бытовали в XV—XVI веках на разных территориях от Новгорода до Нерехты. В нарицательном значении слово кондак означало короткую церковную песнь во славу Христа, Богородицы или какого-либо церковного праздника. В некоторых случаях получение этой фамилии может быть связано с обучением в духовных учебных заведениях. Эту фамилию часто обретали поступавшие туда на обучение отпрыски мелких церковных служек (пономарей, дьячков и т. п.), которые пели в церквах кондаки. А в некоторых русских говорах слово кондак означает хитрую и злобную личность, а также человека с гнусавым голосом. То есть, в этом значении слово Кондак могло выполнять функции приобретённого прозвища, а фамилия Кондаков прилипнуть к потомкам в форме притяжательного прилагательного.
Однако по мнению советского лингвиста Баскакова из этого слова фамилию Кондаков вывести невозможно. По его заключению, в основе этой фамилии лежит тюркское слово qondaq — «овечья шерсть, в которую кладут новорождённого» или «ружейное ложе». Геральдическое содержание герба рода Кондаковых — три шестиконечные звёзды и два ятагана подтверждают предположение о восточном происхождении их фамилии.